# Terry Tausch
Terry Tausch (New Braunfels, 5 de fevereiro de 1959 – Plano, 25 de março de 2020) foi um jogador profissional de futebol americano estadunidense, campeão da temporada de 1989 da National Football League jogando pelo San Francisco 49ers.
Morreu no dia 25 de março de 2020, aos 61 anos.